# 카자흐 소비에트 사회주의 공화국
카자흐 소비에트 사회주의 공화국(카자흐어: Қазақ Советтік Социалистік Республикасы / ҚCCP 카자크 소볘트크 소치알리스트크 례스푸블리카스, 러시아어: Казахская Советская Социалистическая Республика / KCCP 카자흐스카야 소베츠카야 소치알리스티체스카야 레스푸블리카[*])는 소련의 공화국이었다. 면적은 2,717,300 km2이며 수도는 알마아타였다.

## 카자흐스탄의 지도자 (1919년 ~ 1990년)

### 카자흐 자치 소비에트 사회주의 공화국(1920년 ~ 1925년)

#### 공산당 키르기스 지역위원회 서기장
- 스타니슬라프 페스트코프스키 (1919년 4월 30일 ~ 1920년 8월)
- 이반 아쿨로프 (1920년 8월 ~ 1921년 1월)
- 무하메드하피 무르자갈리예프 (1921년 1월 ~ 1921년 7월)
- 마리야 코스텔로프스카야 (1921년 7월 ~ 1921년)
- 게오르기 코로스텔리예프 (1921년 - 1924년 9월)
- 빅토르 나네이시빌리 (1924년 - 1925년 2월 19일)

#### 혁명위원회 의장
- 스타니슬라프 페스트콥스키 (1919년 7월 10일 ~ 1920년)
- 사히기레이 라두스젠코비치 (Sakhiygirey Radus-Zenkovich, 1920년 8월 ~ 1920년 10월)
- 압드라흐만 아이티예프 (1920년 10월)

#### 중앙집행위원회 의장
- 세이트갈리 멘데셰프 (1920년 10월 ~ 1925년 2월 19일)

### 카자흐 자치 소비에트 사회주의 공화국 (1925년 ~ 1936년)

#### 공산당 카자흐 지역 위원회 ("카즈크라이콤") 서기장
- 빅토르 나네이시빌리 (1925년 2월 19일 ~ 1925년 9월)
- 필리프 골로쇼킨 (1925년 9월 12일 ~ 1933년 2월)
- 레본 미르조얀 (1933년 2월 ~ 1936년 12월 5일)

#### 중앙집행위원회 의장
- 세이트갈리 멘데셰프 (1925년 2월 19일 ~ 1925년 4월 19일)
- 잘라프 민바예프 (1925년 4월 19일 ~ 1927년)
- 엘타이 에르나자로프 (1927년 ~ 1933년)
- 우자크바이 쿨룸베토프 (1933년 10월 11일 ~ 1936년 12월 5일)

### 카자흐 소비에트 사회주의 공화국(1936년 ~ 1991년)

#### 카자흐 공산당 제1서기
- 레본 미르조얀 (1936년 12월 5일 ~ 1938년 5월 3일)
- 니콜라이 스크보르초프 (1938년 5월 3일 ~ 1945년 9월 14일)
- 주마바이 샤야흐메토프 (1946년 9월 14일 ~ 1954년 3월 6일)
- 판텔레이몬 포노마렌코 (1954년 3월 6일 ~ 1955년 5월 7일)
- 레오니트 브레즈네프 (1955년 5월 7일 ~ 1956년 3월 6일)
- 이반 드미트리예비치 야코블레프 (1956년 3월 6일 ~ 1957년 12월 26일)
- 니콜라이 벨랴예프 (1957년 12월 26일 ~ 1960년 1월 19일)
- 딘무하메드 코나예프 (1960년 1월 19일 ~ 1962년 12월 26일) (1번째 임기)
- 이스마일 유수포프 (1962년 12월 26일 ~ 1964년 12월 7일)
- 딘무하메드 코나예프 (1964년 12월 7일 ~ 1986년 12월 16일) (2번째 임기)
- 겐나디 콜빈 (1986년 12월 16일 ~ 1989년 6월 22일)
- 누르술탄 나자르바예프 (1989년 6월 22일 ~ 1991년 8월 28일)

#### 중앙집행위원회 의장
- 우자크바이 쿨루베토프 (1936년 12월 5일 ~ 1937년 6월 22일)
- 이스마일 살바페카 (직무 대행) (1937년 6월 ~ 1937년 7월)
- 알리베이 장길딘 (1937년 7월 ~ 1937년 10월 28일)
- 나바파 우미르자코프 (1937년 10월 28일 ~ 1938년 7월 15일)

#### 최고 소비에트 의장
- 사트켄 다울레노프 (1938년 7월 15일 ~ 1938년 7월 17일)

#### 최고 소비에트 간부위원회 의장
- 압디사메트 카자흐파예프 (1938년 7월 17일 ~ 1947년 1월)
- I. 루캬네츠 (직무 대행) (1947년 1월 ~ 1947년 3월 20일)
- 다니얄 케림바예프 (1947년 3월 20일 ~ 1954년 1월 23일)
- 누르타스 운다시노프 (1954년 1월 23일 ~ 1955년 4월 19일)
- 주마베크 타셰노프 (1955년 4월 19일 ~ 1960년 1월 20일)
- 파질 카립자노프 (1960년 1월 20일 ~ 1960년 8월 25일)
- 카피탈리나 크리코바 (acting) (1960년 8월 25일 ~ 1961년 1월 3일)
- 이사갈리 샤리포프 (1961년 1월 3일 ~ 1965년 4월 5일)
- 사비르 니야즈베코프 (1965년 4월 5일 ~ 1978년 12월 20일)
- 이사타이 압두카리모프 (1978년 12월 20일 ~ 1979년 12월 14일)
- 사타르 이샤모프 (1979년 12월 14일 ~ 1984년 2월 22일)
- 안드레이 플로트니코프 (1984년 2월 22일 ~ 1984년 3월 22일)
- 바이켄 아시모프 (1984년 3월 22일 ~ 1985년 9월 27일)
- 살라마이 무카셰프 (1985년 9월 27일 ~ 1988년 2월 9일)
- 자카시 카말레디노프 (1988년 2월 9일 ~ 1988년 12월)
- 베라 시도로바 (1988년 12월 ~ 1989년 3월 10일)
- 마흐타이 사그디예프 (1989년 3월 10일 ~ 1990년 2월 22일)

#### 최고 소비에트 의장
- 누르술탄 나자르바예프 (1990년 2월 22일 ~ 1991년 12월 1일)

## 인구
카자흐족 (1970년에는 4,234,000명). 1970년에는 주민이 러시아인(5,522,000)과 우크라이나인 (933,000), 타타르족 (288,000), 우즈벡족 (216,000), 벨라루스인 (198,000), 위구르족 (121,000)으로 구성되었다.